# Кто получит собаку?
«Кто получит собаку?» (англ. Who Gets the Dog?) — комедийная семейная драма.

## Сюжет
Замужняя пара прожившая много идеальных лет, оказывается близкой к разводу после того как Джени, обнаруживает, что её муж, прокрутил какую-то аферу. Они оба нанимают юристов, однако те пытаются решить вопрос лишь с пользой для себя. Тем временем, их дочь пробует найти способ сохранить семью.

## В ролях
| Актёр          | Роль             |
| -------------- | ---------------- |
| Кевин Уотли    | Джек Эванс       |
| Элисон Стедман | Дженни Эванс     |
| Эмма Пирсон    | Тара Уокер       |
| Шинед Мэттьюз  | Клэр Эванс       |
| Дебора Финдли  | Памела Уилсон    |
| Дэвид Гиллеспи | Клайв Коллинвуд  |
| Мартин Хатсон  | Оливер Штейнберг |